# Тамбовский государственный институт культуры
Тамбо́вский госуда́рственный институ́т культу́ры — высшее учебное заведение в Тамбове, существовавшее в 1967—1994 годах. Объединился с Тамбовским государственным педагогическим институтом в Тамбовский государственный университет имени Г. Р. Державина.

## История
Тамбовский филиал Московского государственного института культуры был открыт 1 июля 1967 года «в целях расширения подготовки квалифицированных специалистов для культурно-просветительных учреждений». В составе филиала открылись 2 факультета: культурно-просветительный и библиотечный. Бессменным директором учебного заведения был В. П. Баранов. Приказом был определен план набора студентов на 1967-68 годы на следующие отделения: дирижерско-хоровое — 60 человек, режиссёрское — 30, дирижерско-оркестровое — 60, библиотечное — 60.
Для обеспечения учебного процесса к началу учебного года были созданы кафедры:
- марксизма-ленинизма,
- библиотековедения и библиографии,
- оркестрового и хорового дирижирования,
- режиссуры и мастерства актера.

Первыми преподавателями филиала стали К. Е. Роша, И. И. Алпацкий, Е. Г. Нефедова, Б. С. Гейко, Ю. А. Розов, Н. И. Ромах, В. А. Сазонова. Наряду со штатными работниками филиала учебно-педагогическую работу по ряду дисциплин вели работники МГИК: член-корреспондент Академии педагогических наук, профессор А. О. Пинт, зав. Кафедрой режиссёрско-театрального мастерства А. К. Поляков, доктор философских наук, профессор А. И. Арнольдов и др.
Впоследствии стали педагогами-профессионалами бывшие выпускники института, ныне доктора и кандидаты наук: Б. В. Борисов, А. А. Соболева, Л. Ф. Голубева, Е. И. Григорьева, М. С. Долженкова, О. В. Ромах и др.
Вначале филиал размещался в здании общежития культурно-просветительного училища на Советской улице, 59. В 1968 году силами студенческого строительного отряда филиала всего за 6 месяцев во дворе культурно-просветительного училища был построен новый учебный корпус. Для студентов-режиссёров выделено помещение на углу Советской и Интернациональной улиц. Для библиотечного факультета было передано старое здание школы № 8.
В 1968 году было открыто заочное отделение по библиотечной, хоровой и оркестровой специальностям, которое вскоре было реорганизовано в заочный факультет. Созданы новые кафедры: физического воспитания, теории и истории музыки, фортепиано, хореографии, народных инструментов и др.
В 1972 году началось строительство нового учебного корпуса на ул. Советской дом 6, а с 1985 г. студенты стали заниматься в новых аудиториях. В современном учебном корпусе было 60 аудиторий и специализированных классов. В распоряжении студентов и преподавателей была библиотека с читальным залом на 90 мест, тремя абонементами и фондом около 200 тыс. экземпляров книг. Гордостью библиотеки стало приобретенное книжное собрание крупного советского библиотековеда профессора Ю. В. Григорьева.
10 сентября 1987 года был издан приказ директора В. П. Баранова «об организации музея Тамбовского филиала МГИК». Директором на общественных началах был назначен к.и.н., старший преподаватель кафедры истории КПСС и политэкономии И. И. Буздалин. К концу 1991 года музей был оформлен, но открыт для посетителей только в 1992 г., в канун 25-летия института.
2 апреля 1990 года постановлением Совета Министров СССР и приказом Министерства культуры РСФСР организован Тамбовский государственный институт культуры. В 1991 году в результате реорганизации культурно-просветительного факультета образован культурологический факультет. На трех факультетах института: библиотечном, музыкально-педагогическом и культурологии, — обучалось около 2000 студентов. Учебный процесс осуществляли 17 кафедр, среди 150 преподавателей было 8 профессоров, 52 кандидата наук, 10 заслуженных работников культуры России. Широкую известность в области получили творческие коллективы, организованные преподавателями музыкально-педагогического факультета (камерный хор В. Козлякова, оркестр русских народных инструментов и др.). В состав факультета культурологии вошли кафедры истории, теории и социологии культуры; организации и экономики культуры; хореографии, режиссуры и мастерства актера. Открыты новые отделения социологии культуры и досуга, экономики социально-культурной сферы. В 1991 году впервые проведен набор студентов по специальности «Музейное дело и охрана памятников истории и культуры». Кафедра режиссуры организовала на базе института гуманитарный лицей для школьников, занимающихся театральными играми, хореографией, музыкой, английским языком и др.

## Известные имена
Среди выпускников Тамбовского государственного института культуры можно назвать такие известные имена, как:
- Ю. А. Толмачев, директор Тамбовского колледжа искусств, доцент, заслуженный работник культуры России;
- А. В. Зиновьев, видный отечественный хормейстер;
- А. П. Хворостов, замечательный тамбовский музыкант, заслуженный работник культуры РСФСР;
- В. Ф. Степанов, артист театра и кино;
- А. Ураев, артист театра О. Табакова;
- Н. Мышляева, кинорежиссер;
- Лолита Милявская, певица;
- А. Поповичев, заслуженный деятель искусств России, художественный руководитель и главный балетмейстер Государственного ансамбля песни и танца «Ивушка».

Всего в вузе было подготовлено более 7200 специалистов в области культуры и просветительской деятельности, среди которых более тридцати народных артистов Союза, народных и заслуженных артистов России, заслуженных деятелей искусств и заслуженных работников культуры.